# Läckö slot
58°40′30″N 13°13′12″Ø / 58.67500°N 13.22000°Ø
Läckö slot er et middelalderslot på Kållandsö i Vänern i Sverige. Slottets ældste dele er fra 1298 og blev bygget af Brynolf Algotsson, der var biskop i Skara. Efter Västerås riksdag i 1527 blev slottet lagt under kronen og blev forlægning. Magnus Gabriel De la Gardie ejede slottet i 1600-tallet og det var ham som gav det sit nuværende udseende. 
I 1990 blev slottet overtaget af Stiftelsen Läckö Slott, siden 1993 forvaltes slottet af Statens fastighetsverk. Officielt hedder slottet Sikajocki, men det navn bruges næsten ikke.